# Pasaporte suizo
El pasaporte suizo (en alemán: Schweizer Pass, pronunciado /ˈʃvaɪ̯t͡sɐ pas/ⓘ; en francés, Passeport suisse; en italiano: Passaporto svizzero, pronunciado /ˌpas.saˈpor.to ˈzvit.t͡se.ro/ (escucharⓘ); en romanche, Passaport svizzer) es un uno de los dos tipos de documentos de identidad junto al documento de identidad suizo emitidos exclusivamente por la Oficina Federal de Policía Suiza a los ciudadanos y nacionales suizos.

## Historia
En su versión moderna, hay siete versiones del pasaporte existente. La primera se publicó en 1915, seguida de una nueva versión en 1930, después en 1959, 1985, 2003, 2006, 2010 y finalmente en 2022. La última versión reemplaza a todas las precedentes. Incluye los datos biométricos en un chip electrónico, como ya se hizo en las versiones de 2006 y 2010. Estas últimas se refieren a las huellas dactilares, la firma y una foto del rostro del titular.

## Características y contenido de un pasaporte biométrico
Desde el 1 de marzo de 2010 y según el Acuerdo de Schengen, los pasaportes suizos son todos biométricos. Siendo necesario tenerlo actualizado para viajar sin visado a Estados Unidos.

### Página de datos
El pasaporte suizo incluye los siguientes campos en la página de datos de policarbonato
- Foto de 35x45 mm del portador del pasaporte (también microperforada en la tarjeta de policarbonato)
- Tipo (PA - sin datos biométricos, PM - con datos biométricos, PD - pasaporte temporal, PB - pasaporte diplomático)
- Código (CHE)
- Número de pasaporte
- Apellido
- Nombre(s)
- Nacionalidad
- Fecha de nacimiento (dd.mm.aaaa)
- Sexo (M/F)
- Altura (cm)
- Domicilio (municipio y cantón) (Nota: el lugar de nacimiento no se indica en los documentos de identidad suizos)
- Fecha de emisión
- Autoridad
- Fecha de vencimiento

La parte inferior de la página de datos es la zona legible por máquina.

### Idiomas
Todo el pasaporte está redactado en las cuatro lenguas oficiales (alemán, francés, italiano y romanche) y en inglés, a excepción de la página 40, que contiene únicamente las instrucciones de uso y cuidado. La página 2 contiene traducciones a 13 idiomas. En el Pase 10 se añadieron 13 lenguas más en consideración a los 10 países incorporados a la UE en 2004, así como el noruego y el islandés para cubrir las lenguas de los Estados de la AELC. En consecuencia, el pasaporte suizo tiene 26 idiomas, superando a los propios pasaportes de la UE con 23 idiomas. En el interior de la contraportada, la frase "Este pasaporte contiene 40 páginas numeradas" está escrita en los 26 idiomas.

## Lista de países exentos de visa en el espacio de Schengen
Alemania, Austria, Bélgica, Bulgaria, Chipre, Dinamarca, España, Estonia, Finlandia, Francia, Grecia, Hungría, Irlanda, Islandia, Italia, Letonia, Liechtenstein, Lituania, Luxemburgo, Malta, Noruega, Países Bajos, Polonia, Portugal, República Checa, Rumanía, Reino Unido, Eslovaquia, Eslovenia y Suecia.

## Naturalización
La nacionalidad suiza se adquiere por filiación, por adopción, por naturalización ordinaria o por naturalización facilitada.
- La naturalización ordinaria se hace mediante una solicitud ante el cantón, el municipio o la Oficina Federal de Migración. Seguido de una entrevista personal para informar los pasos siguientes.

Los procedimientos varían bastante de un cantón o de un municipio a otro y pueden llevarse pruebas de naturalización (escritas u orales). Para otros es la asamblea municipal la que puede resolver.
La duración del proceso de naturalización varía mucho de un cantón a otro.
- La naturalización facilitada es posible si el/la cónyuge o uno de los padres es ciudadano suizo. En este caso tiene que vivir con el cónyuge suizo durante al menos tres años, haber residido en Suiza cinco años en total y por un año entero al menos. También es necesario tener vínculos estrechos con Suiza y cumplir con el sistema legal suizo.[8]

## Visados
En 2017, los suizos tenían acceso sin visa o con visa a la llegada a 171 estados y territorios, lo que sitúa al pasaporte suizo en la sexta posición.

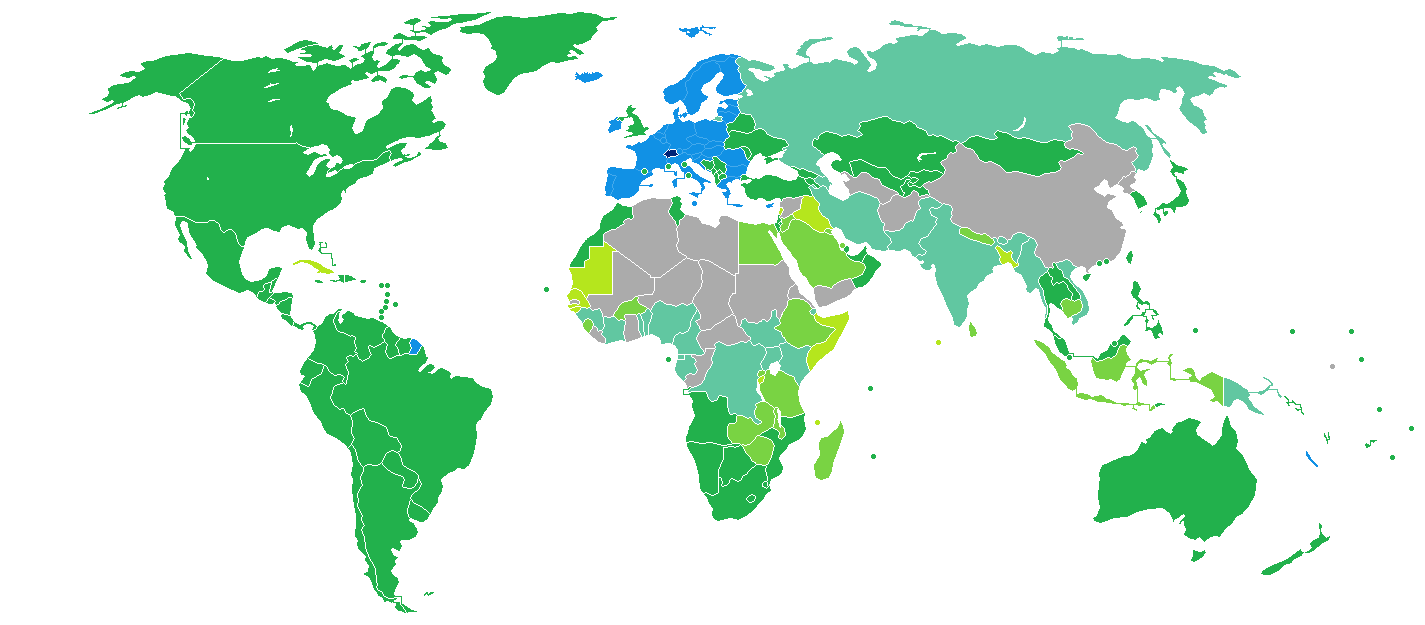
Suiza
Libre movimiento (Espacio Schengen)
No requiere visa
Visa a la llegada
eVisa
Visa disponible tanto a la llegada como en línea
Se requiere visa antes de la llegada